# Preem
Preem Holding — шведская энергетическая компания, специализирующаяся на производстве и торговле нефтепродуктами и биотопливом; штаб-квартира находится в Стокгольме, Швеция.

## История
В 1969 году была создана компания Oljeprospektering AB (OPAB) для поисков нефти на территории Швеции; её учредителями выступили правительство Швеции и несколько крупных частных компаний. В 1986 году несколько компаний, включая OPAB, были объединены в OK Petroleum, правительство Швеции в 1991 году продало свою долю в ней. Также в 1991 году был куплен НПЗ в Гётеборге (построен в 1967 году, принадлежал BP). В 1994 году OK Petroleum была куплена саудовским миллиардером эфиопского происхождения Мохаммедом Хуссейном Аль Амуди (Mohammed Hussein Al Amoudi) и в 1996 году переименована в Preem Petroleum. Поиски нефти в Швеции большим успехом не увенчались, и компания сосредоточилась на добыче нефти в Анголе; нефтедобыча была отделена в компанию Svenska Petroleum Exploration AB, также контролируемую Аль Амуди. В 2003 году Preem купила НПЗ в Люсечиле (Lysekil, работает с 1975 года).
В начале 2022 года холдинговая компания группы Preem сменила название с Corral Petroleum Sweden на Preem Holding и объявила о намерении переоборудовать НПЗ в Люсечиле на производство биодизеля из растительных и животных жиров, стоимость проекта — 3,525 млрд шведских крон ($300 млн).

## Деятельность
Основные НПЗ компании находятся в Гётеборге и Люсечиле, их общая производительность — 18 млн м³ в год (80 % от всех нефтеперерабатывающих мощностей Швеции). Также компании принадлежит сеть из 520 автозаправочных станций в Швеции и Норвегии. Основная часть нефти добывается в Северном море, другими источниками являются Нигерия, Россия и США. Около 2 % сырья для НПЗ — возобновляемое.
Выручка за 2021 год составила 89,59 млрд шведских крон ($9,86 млрд), из них 33,62 млрд крон пришлось на Швецию, 8,94 млрд крон — на Норвегию, 6,56 млрд крон — на другие страны Скандинавии, 6,25 млрд крон — на Нидерланды, 13,45 млрд крон — на Великобританию.

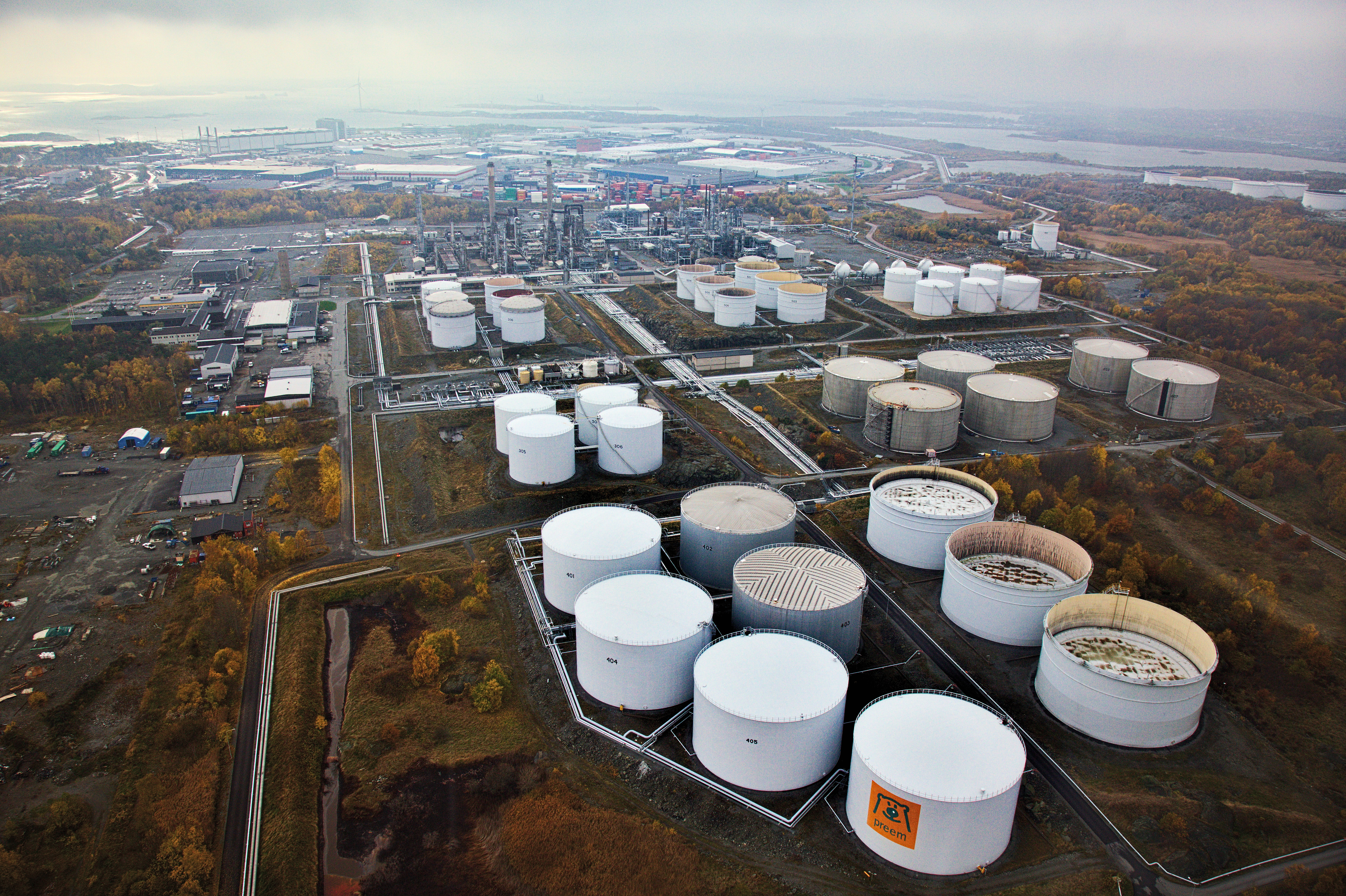
НПЗ в Гётеборге
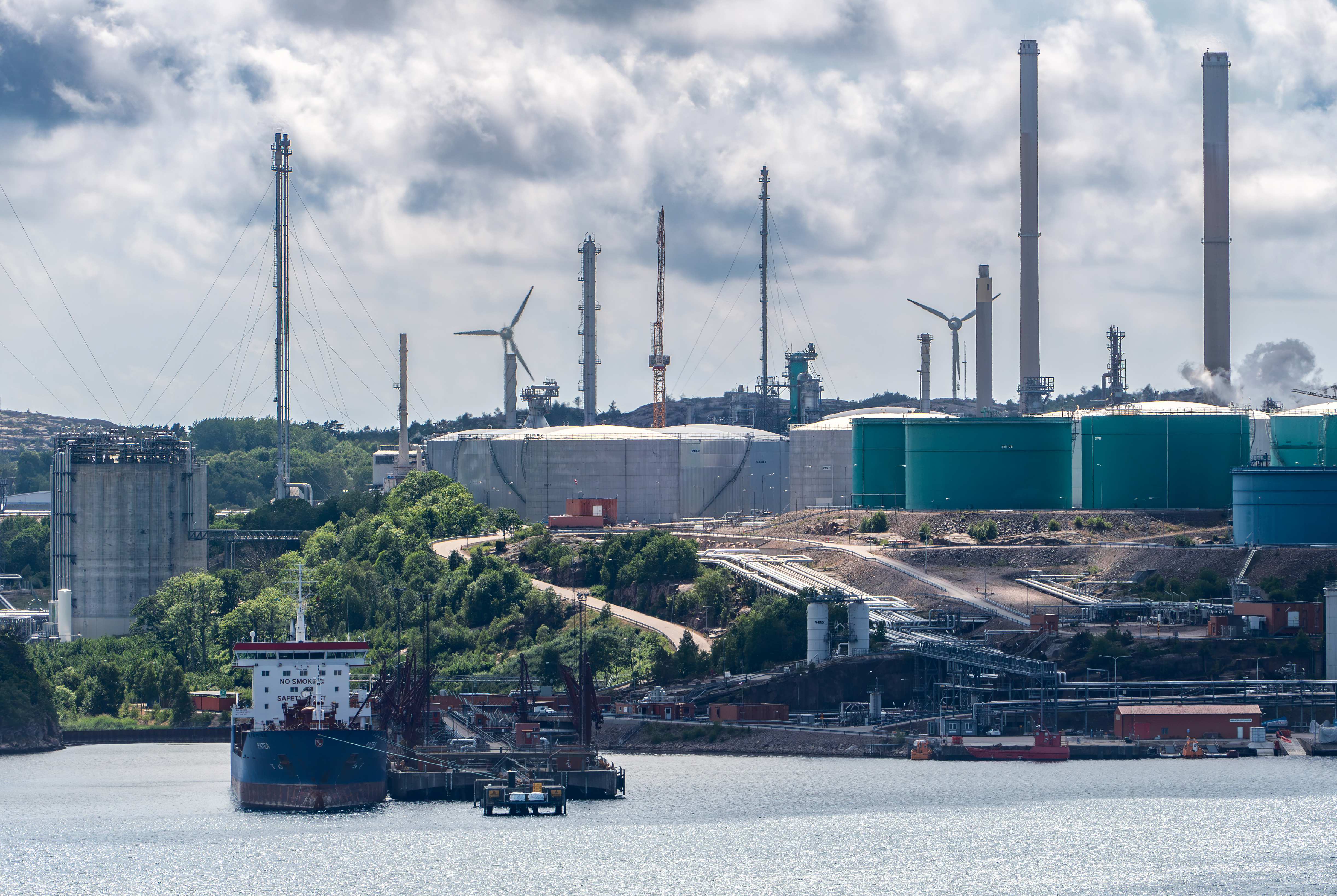
НПЗ в Люсечиле
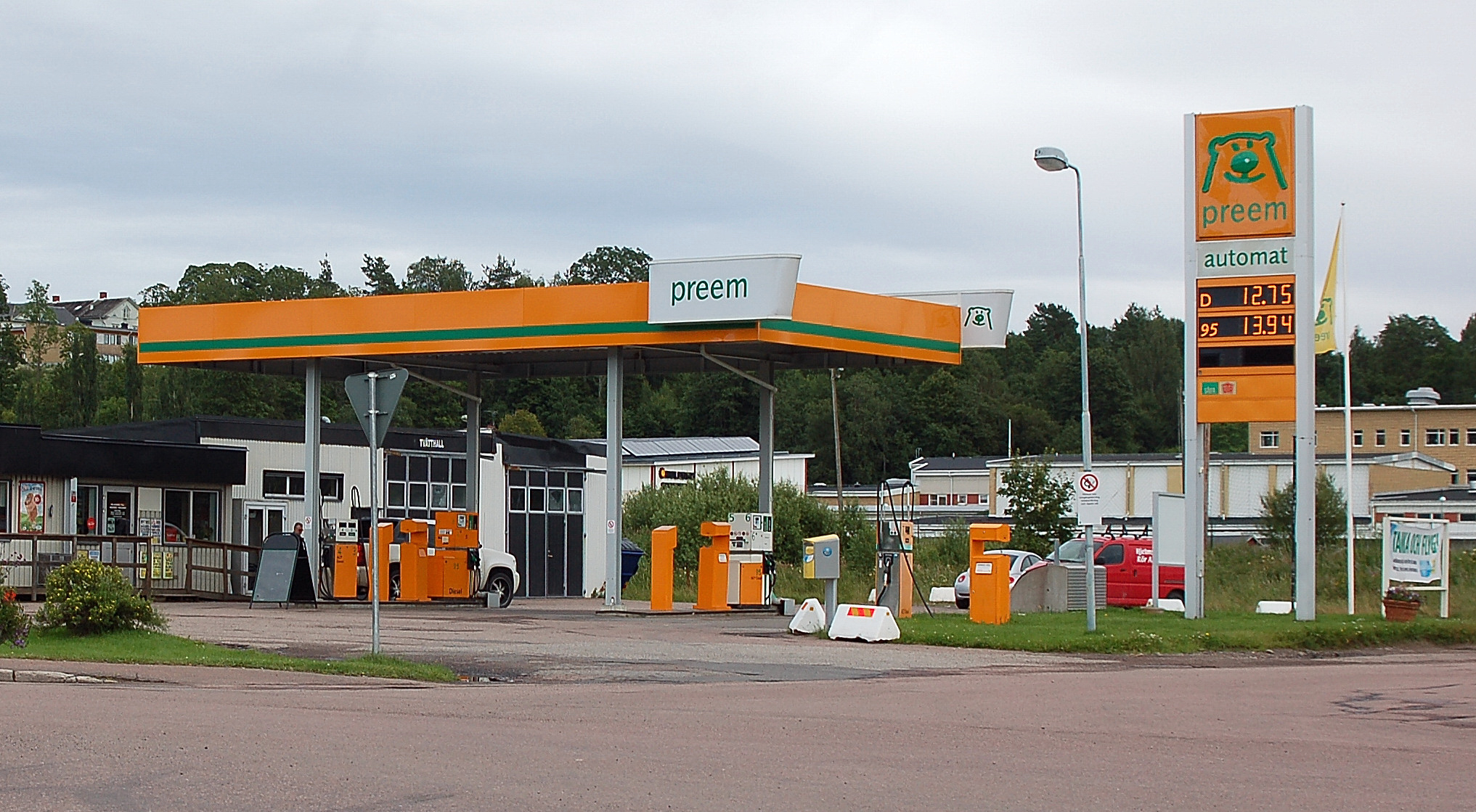
АЗС Preem
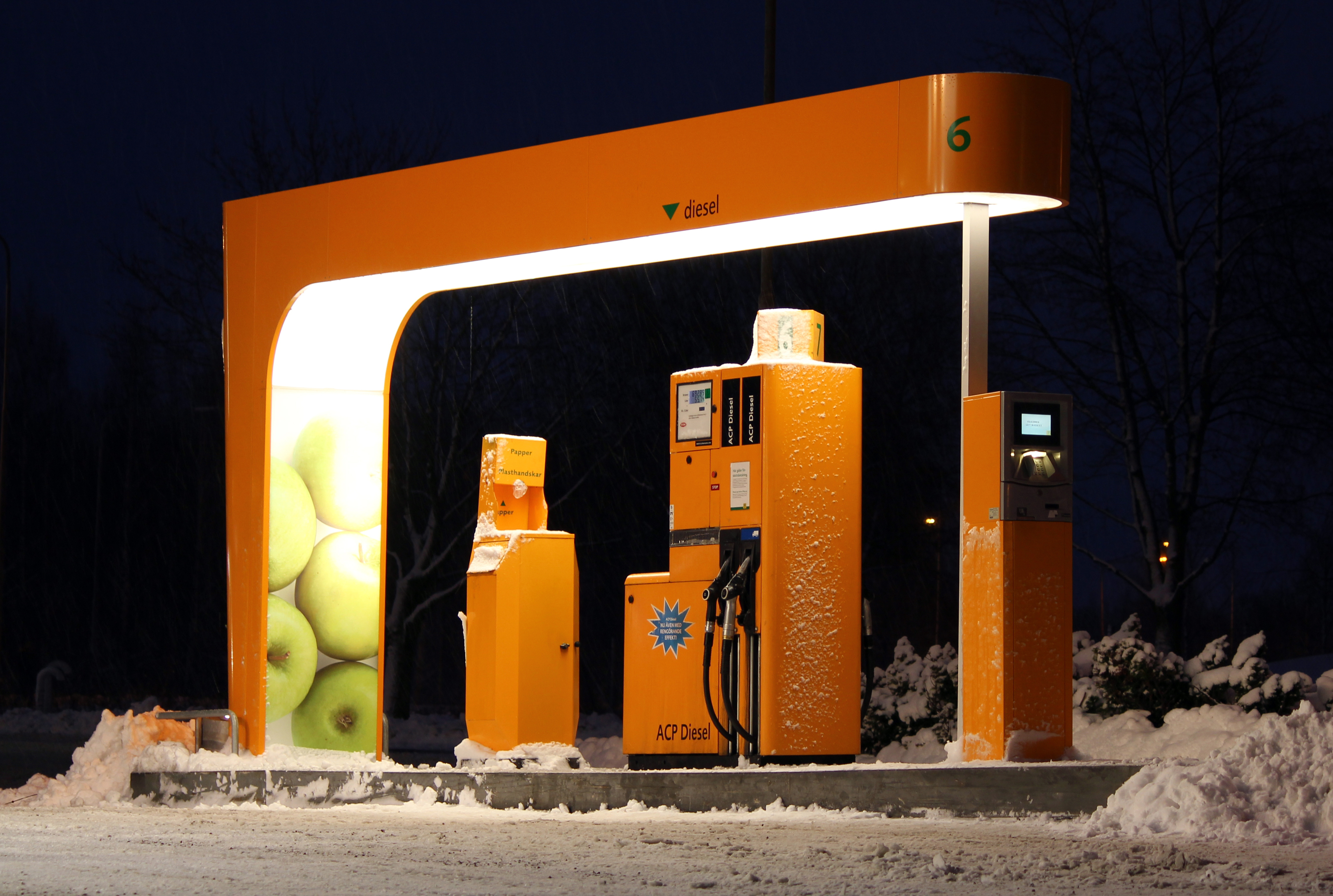
АЗС Preem